# Sankt Markus Kirke (Aarhus)
 For alternative betydninger, se Sankt Markus Kirke. (Se også artikler, som begynder med Sankt Markus Kirke)
Sankt Markus Kirke er en kirke i Aarhus. Kirken er opført i røde mursten 1934-35 og tegnet af Thomas Havning, som vandt 1. præmie i en konkurrence 1933. Stilen er stilfærdig dansk funktionalisme med traditionelle tagformer.

## Eksterne kilder og henvisninger
- Wikimedia Commons har flere filer relateret til Sankt Markus Kirke (Aarhus)
- Sankt Markus Kirkes officielle hjemmeside
- Sankt Markus Kirke hos KortTilKirken.dk